# ディオクレティアヌス
ガイウス・アウレリウス・ウァレリウス・ディオクレティアヌス（ラテン語: Gaius Aurelius Valerius Diocletianus、244年12月22日 - 311年12月3日）は、ローマ帝国の皇帝（在位：284年 - 305年）である。帝国の安定化に努め『3世紀の危機』と呼ばれる軍人皇帝時代を収拾した。その過程でドミナートゥス（専制君主政）を創始し、テトラルキア（四分割統治、四分治制）を導入した。また、帝国内に勢力を伸ばすキリスト教とマニ教に対して弾圧を加えた。

## 生涯

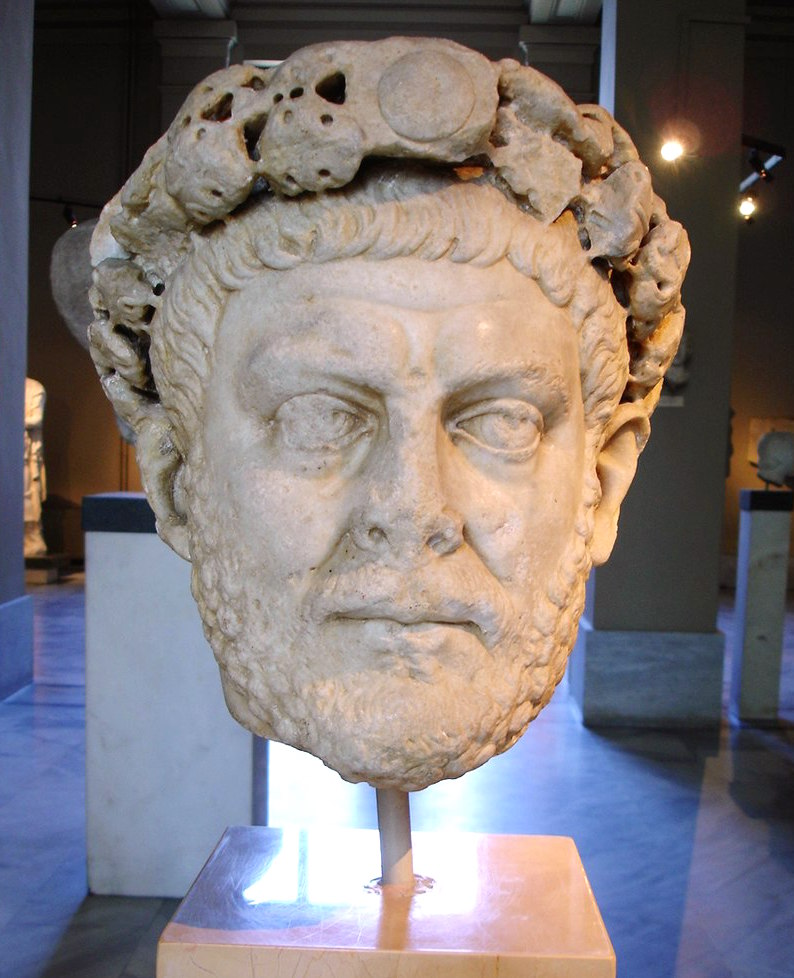
ディオクレティアヌス像（首より上）

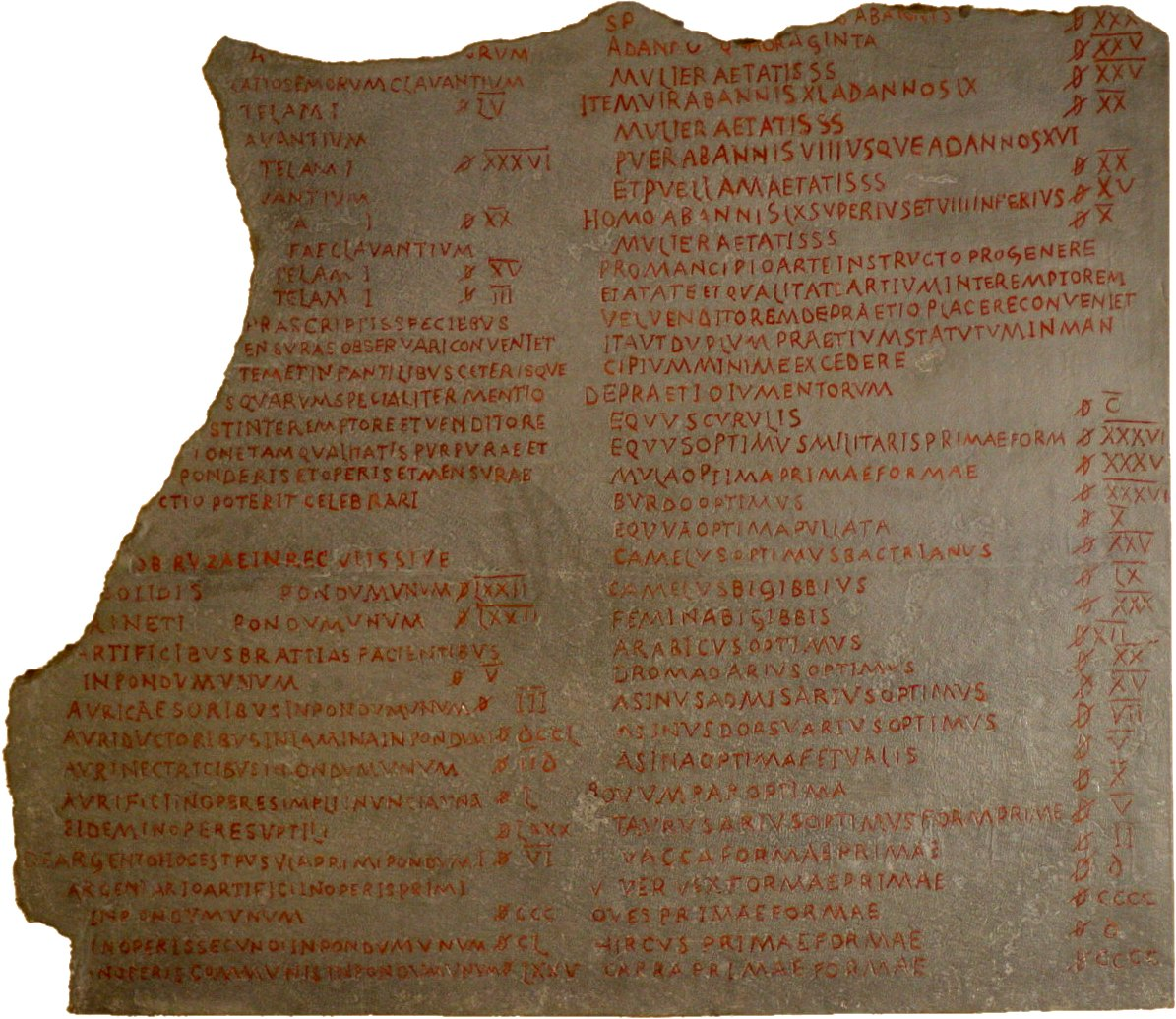
最高価格令の断片（ペルガモン博物館蔵）

ダルマティア属州の属州都サロナの生まれ。「ディオクレティアヌス」というのは皇帝になる際につけた名で、本来はディオクレス（Diocles）という。一兵卒から精鋭部隊であるドメスティクス(英語版)の指揮官にまで出世し、先帝ヌメリアヌスの崩御後、軍に推戴されて小アジア西北のニコメディアで皇帝に即位した。また、プラエフェクトゥス・プラエトリオであったルキウス・フラウィウス・アペルをヌメリアヌス暗殺の咎により処刑した。
当時、広大なローマ帝国の統治と防衛を単独で行うのは困難だと考えられていた。そこでディオクレティアヌスは286年に軍の同僚だったマクシミアヌスに皇帝権を分与して彼を西方を担当する正帝（西方正帝）とし、自身をニコメディアを拠点に東方を治める正帝（東方正帝）とした。ここに東方正帝と西方正帝による帝国の分担統治制度が確立した（テトラルキアの第一段階）。さらに292年、それぞれの皇帝が「正帝」（アウグストゥス）として「副帝」（カエサル）を任命し、彼らにライン川とドナウ川の防衛線の維持に当たらせた。この制度はテトラルキア（四分割統治、四分治制）と呼ばれ、帝国は事実上4人の皇帝によって統治されるようになった。だがこの制度は、ディオクレティアヌスの巧みな政治手腕に依るところが大きかったため、彼が引退するとその均衡は崩れ、帝国は再び混乱した。彼らは国境防衛に便利なように前線にほど近い都市に宮廷を置いたため、既に荒廃していた首都ローマの重要性はますます低下し、ローマ帝国の重心は東方に置かれるようになった。
298年ペルシアと講和、メソポタミア地方、ティグリス河彼岸一帯をペルシアからローマの統治下へ繰り入れ、イベリア地方を影響下に置く。
ディオクレティアヌスは、皇帝権と帝国防衛を強化するため、自らの軍事力を増強した。当時は軍人は政治家でもあったが、武官と文官（行政官）を切り離すなど官僚制を整備した。これにより軍人は軍事に専念できるようになり、軍事行動が迅速化した。合わせて、属州をおよそ100程度に再分割し属州総督の権力を削減した。これ以降の帝政を、こうした専制的な皇帝が官僚制を通じて人民を支配した構造からドミナートゥス（専制君主制）と呼ぶ。官僚制の整備によって軍政と民政が分離したことで、属州の自立はおさえられた。この軍政と民政が分離する構造は東ローマ帝国にも受け継がれ、7世紀のイスラーム勢力侵入に合わせて軍管区制が導入されるまで続いた。
ディオクレティアヌス以降のローマ帝国における市民に課される税は、ユリアヌス帝の時代を除けば厳しくなる一方であった。土地・人口の調査が行われ、土地税（ユガティオ）と人頭税（カピタティオ）が導入された。この2つは後に結びついてカピタティオ・ユガティオ制へと至った。課税強化の他にも、最高公定価格の設定、手工業者に対する統制、公設の奴隷市場開設など様々な経済政策が打ち出された。
ディオクレティアヌスは領土の拡大や分担統治により民衆が国への帰属心を失いつつあることを危惧し、皇帝権力の強化と愛国心の定着を図るため、自らをユーピテルの子であると宣言、皇帝崇拝と合わせ民衆にローマの神々を礼拝することも義務づけた。なおディオクレティアヌス治世期は政府・軍内部のキリスト教徒が増加しており混乱を防ぐため、当初はローマの神々を礼拝すればキリスト教の信仰を保ってもよいとするなど融和的な政策を行った。しかしキリスト教徒は皇帝崇拝を無視しローマの神々を礼拝することもなく、キリスト教徒の兵士が軍から離脱するなど反逆行為が多発したこともあり、キリスト教に警戒感を抱くようになった。そして、303年にディオクレティアヌスはローマ全土に対して、キリスト教徒の強制的な改宗、聖職者全員の逮捕および投獄などの勅令を発した。キリスト教徒への抑圧が全土で行われ、その聖書は焼却、教会は破壊されて財産は没収となった。それはかつてない規模で行われ、国家に対し公然と反抗したと見なされるキリスト教徒は処刑され、その数は全土で数千人を数えたという。また、その報復として、キリスト教徒によって2度にわたり宮殿放火が企てられている。キリスト教史を編纂する側は、このことを「最後の大迫害」と呼ぶ。このため、エドワード・ギボンの『ローマ帝国衰亡史』において再評価されるまでは長年に渡って暴君としかみなされなかった。
305年、彼は健康を崩したこともあって退位し、アドリア海に臨むサロナ近郊のアスパーラトス（現在のスプリト）にディオクレティアヌス宮殿を作って隠棲した。政治や権力には関心を示さず、園芸などを行って過ごした。311年12月3日にそこで崩御した。古代の歴代ローマ皇帝の中で、退位した例は彼のほかにはほとんど存在しない（ただし、ローマ帝国がキリスト教化されて以降は、退位して修道院へという例が多くなる）。宮殿のドーム中央には彼の遺体の入った石棺が置かれていたが持ち去られ、行方は分からなくなっている。これは彼に弾圧された者の恨みを買ったからだともされる。宮殿はキリスト教の大聖堂に改築されている。

## 家族
ディオクレティアヌスの母の名は一説にディオクレア。父の名は明らかになっていないが、身分に関しては元老院議員アヌリヌスの解放奴隷であったことが判明している。
ディオクレティアヌスの妻プリスカの実家については何も知られていない。しかし、ディオクレティアヌスがアスパーラトスに引退した時、プリスカは娘のガレリア・ウァレリア、その夫で娘婿であるガレリウスと共にテサロニカに留まったものと思われる。
娘のガレリア・ウァレリアはガレリウスの2番目の妻である（293年に結婚。ガレリウスは最初の妻と離婚）。ガレリウスの対ペルシャ戦に付き従い、「軍営の母」の称号を得た。夫妻の間に実子は無く、ガレリウスの庶子（実母はガレリウスの名前不詳の妾）であるガイウス・ウァレリウス・カンディディアヌス（297年頃 - 313年）を養子に迎えている。つまり、カンディディアヌスはディオクレティアヌスの血の繋がらない義理の孫にあたる。
311年にガレリウスが死亡した後、リキニウスにガレリア・ウァレリアとプリスカの世話が委ねられたが、2人はガレリウスの甥（母がガレリウスの姉妹）であるマクシミヌス・ダイアの宮廷へ逃亡。その後マクシミヌス・ダイアからガレリア・ウァレリアは求婚されるが、再婚を拒んだ彼女は丁度、同時期に娘を訪ねていた母プリスカと共にシリアに追放される（もしくはシリアに逃亡かマクシミヌス・ダイア配下の兵士に牢へ幽閉）。その後、マクシミヌス・ダイアはリキニウスに敗れて死亡。母娘はガレリウスの親友であったリキニウスを頼ろうとするがリキニウスは2人を拒絶し、欠席裁判で死刑を宣告される。ガレリア・ウァレリアとプリスカは15ヶ月の逃亡の後、テサロニカで捕らえられ斬首された（314年ないし315年）。ガレリア・ウァレリアの養子ガイウス・ウァレリウス・カンディディアヌスも313年にリキニウスによって殺害されている。これにより、ディオクレティアヌス直系の血筋は娘ガレリア・ウァレリアの代で断絶している。
なお、プリスカとガレリア・ウァレリアはキリスト教に帰依している。

## 統治地域
- 東方

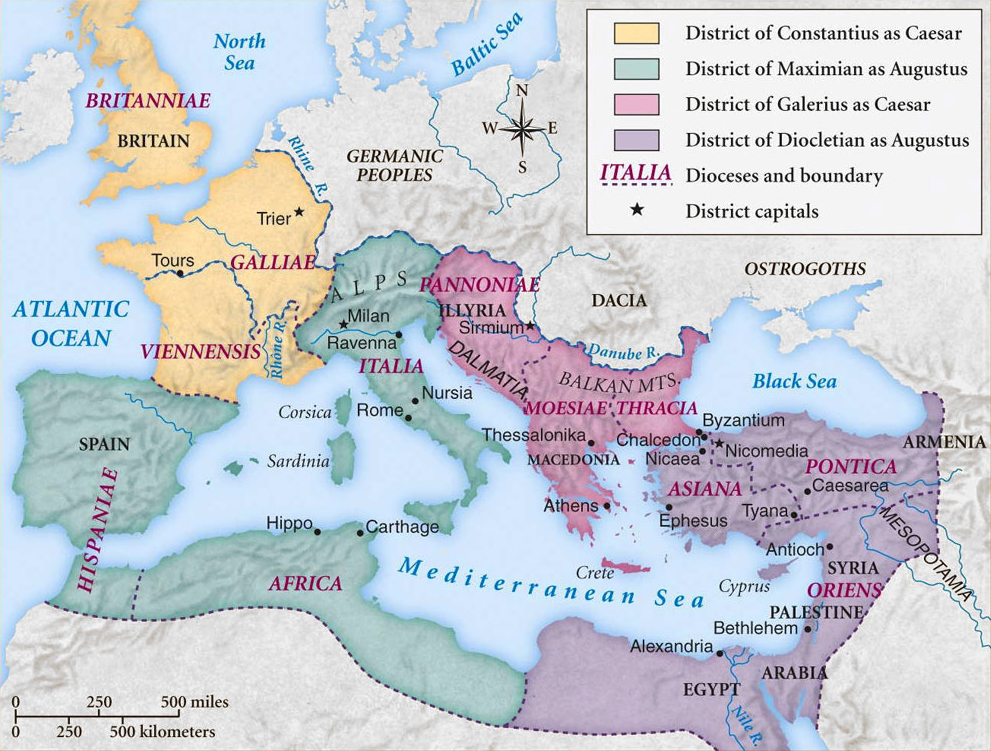
テトラルキア

  - 正帝ディオクレティアヌス - トルコ、シリア、エジプト。本拠はアナトリアのニコメディア。
  - 副帝ガレリウス - 旧ユーゴスラビア、ギリシア。本拠はドナウ川近郊のシルミウム。
- 西方
  - 正帝マクシミアヌス - イタリア、北アフリカ。本拠はイタリア半島のメディオラヌム。
  - 副帝コンスタンティウス - フランス、スペイン、イギリス。本拠はライン川近郊のアウグスタ・トリウェノールム（現・トリーア)。